# Sereddeli
Sereddeli (łac. Diocesis Sereddelitanus) – stolica historycznej diecezji we Cesarstwie rzymskim w prowincji Mauretania Cezarensis, zlikwidowana w VII w. podczas ekspansji islamskiej, współcześnie w północnej Algierii. Obecnie katolickie biskupstwo tytularne. 

## Biskupi tytularni
| Lp. | Biskup                | Funkcja                                | Od               | Do                |
| --- | --------------------- | -------------------------------------- | ---------------- | ----------------- |
| 1   | Amerigo Galbiati      | emerytowany biskup Jalpaiguri (Indie)  | 22 marca 1967    | 24 listopada 1979 |
| 2   | Fabio Betancur Tirado | biskup pomocniczy Medellín (Kolumbia)  | 24 maja 1982     | 29 marca 1984     |
| 3   | Gabriel Simo          | biskup pomocniczy Bafoussam (Kamerun)  | 26 stycznia 1987 | 24 listopada 2017 |
| 4   | Héctor López Alvarado | biskup pomocniczy Guadalajary (Meksyk) | 2 lutego 2018    |                   |